# Simon Birch
Simon Birch (El inolvidable Simon Birch en España; El Gran Simon en Hispanoamérica) es una película dramática de 1998 basada en la novela de John Irving, Oración por Owen (A Prayer for Owen Meany en inglés). La película fue dirigida por Mark Steven Johnson. Los actores principales de la película fueron Ian Michael Smith en el papel de Simon y Joseph Mazzello en el de Joe, los dos personajes principales, y Ashley Judd, Oliver Platt y Jim Carrey interpretando a personajes secundarios. Jim Carrey aporta la voz a la narración de Joe cuando este ya es adulto, y tan sólo aparece en pantalla al comienzo y al final de la película.
La película omite la mayor parte de la segunda mitad de la novela y cambia el final de la historia. El motivo por el que la película no comparte título con la novela fue el deseo del propio autor, ya que este no pensaba que su libro pudiera ser llevado al cine de forma satisfactoria. El título Simon Birch fue sugerido por Irving para reemplazar el de Owen Meany.
La película se estrenó el 27 de febrero de 1998 en los Estados Unidos, el 11 de septiembre de 1998 en el Reino Unido, el 25 de marzo de 1999 en España, y el 6 de mayo de 1999 en Argentina.

## Argumento
El personaje principal de la película y que da nombre a la misma película  Simon Birch (Ian Michael Smith), de 12 años, es un niño afectado por el síndrome de Morquio, un desorden genético que causa enanismo entre otros síntomas. La historia empieza cuando Joe Wenteworth (Jim Carrey), visita la tumba del amigo de su infancia, Simon Birch (1952-1964). Joe explica que Simon es "la razón por la que creyó en Dios". A esta escena le sigue una escena retrospectiva de su amistad con Simon durante su infancia, en los primeros años de la década de 1960.
La acción de la película transcurre en Gravestone, en el estado de Maine, donde un joven Joe Wentworth (Joseph Mazzello), no conoce la identidad de su padre al no querer revelárselo su amorosa madre Rebecca, interpretada por Ashley Judd. Su mejor amigo es Simon Birch, tan pequeño al nacer que sus propios compañeros de clase se burlan de él. Los padres de Simon no se preocupan de él, lo que hace que el pequeño aprecie a Rebecca como a su propia madre.
El principal hilo argumental gira en torno al desconocimiento de Joe, de 12 años de edad, de la identidad de su padre. Por este motivo, Joe había sido durante algún tiempo el objeto de burla del pueblo, pero su madre no le reveló quien era el amante que había conocido hacía años en un tren, y de cuyo encuentro nació Joe. Simon, también de doce años pero con excentricidades propias de mayor edad, decide ayudar a Joe a encontrar a su padre. Simon tiene la fuerte convicción de que Dios lo ha enviado para algún propósito en particular, y es por esta convicción por la que Simon se enfrenta a la sociedad que le repudia por su enanismo.
A pesar de que los dos muchachos viven una vida típica y rutinaria (con partidos de béisbol, charlas sobre chicas, baños en el río, etc.), el guion logra representar sus acciones con originalidad. A Simon, cuyo humor sobre su propia condición es encantador, no le importa entrar en comparaciones físicas con su amigo Joe. Incluso acepta el papel de Niño Jesús en una representación navideña celebrada en el colegio, ya que es el único estudiante que cabe en la cuna, o se monta en un sidecar improvisado en la bicicleta de Joe hecho con una caja de Coca-cola.
Parte de la importancia de Rebecca Wentworth (Ashley Judd) es que sirve de madre adoptiva a Simon, alguien que cuida del muchacho, ya que sus padres no se preocupan de él. Ben Goodrich, el profesor de teatro (Oliver Platt), empieza a salir con Rebecca, hecho que Joe no aprueba inicialmente. Ben intenta ganarse el aprecio del muchacho mediante regalos. Durante un partido de béisbol, Simon logra tener su primera oportunidad de batear. Sin embargo, el acontecimiento acaba en tragedia ya que la pelota golpea a Rebecca provocándole la muerte. Sin embargo, Joe no odia a Simon por el acontecimiento y entiende que Simon también ha perdido la figura materna con la muerte de su madre. Por el contrario, Simon sí que se culpa de la muerte de Rebecca y pide a Dios el perdón por su culpa. 
A finales de invierno, Joe se va de colonias con el reverendo Russell, mientras que Simon descubre que el reverendo es el padre de Joe. Va a decírselo a las colonias y Joe se enfada mucho con el reverendo por no habérselo dicho antes. Cuando están volviendo de las colonias hacia casa, el autobús escolar cae al cauce de un río congelado. Simon arriesga su propia vida para salvar la de sus compañeros sacando a todos ellos del autobús. Desgraciadamente, Simon muere al día siguiente en el hospital. La abuela de Joe fallece ese verano y Ben lo adopta justo antes de cumplir 13 años y con la ayuda de Simon encontró a su verdadero padre y también la fé en Dios. En la actualidad, con Joe adulto en la tumba de Simon, el hijo de Joe, que lleva el nombre de Simon, en honor a su mejor amigo de la infancia, le recuerda que tiene un partido de fútbol y se alejan cuando termina la película.

## Reparto
- Ian Michael Smith como Simon Birch: Este fue el primer y último papel de Ian en una película. Fue elegido para el papel de un niño de 12 años, que por su pequeña estatura debido a los efectos del síndrome de Morquio. Su participación en la película fue sugerida por un trabajador de un hospital en Chicago. Sus padres accedieron a permitir su participación en la película tras la lectura de la novela de Irving en la que está basada la película.
- Joseph Mazzello como Joe Wenteworth: Ya tenía experiencia actuando en películas dramáticas habiendo participado en The Cure y Radio Flyer. Joseph interpreta a un chico afable de 12 años que disfruta del béisbol y que se lleva bien con su mejor amigo, Simon.
- Jim Carrey como Joe Wentewoth (adulto): Narra  la historia en off y solo aparece en imagen al principio y final de la película. La historia está contada mediante los recuerdos de este cuando es adulto.
- Ashley Judd como Rebecca Wenteworth: Ashley fue elegida para el papel de la madre de Joe, Rebecca, una mujer cariñosa y que apoya a los muchachos. En un principio, el papel iba a ser interpretado por Sandra Bullock.
- Oliver Platt como Ben Goodrich: Oliver interpreta el papel de Ben, quien se enamora de Rebecca. Como Rebecca ya tuvo un amor en el pasado, Joe piensa que no es lo mejor para su madre. Sin embargo se dará cuenta que Ben es un hombre afectuoso con él y su madre.
- Sam Morton como Stuart: Sam interpreta el papel de Stuart, un niño de 8 años que es amigo de Simon y Joe, quien ha sido rescatado por Simon en el incidente del autobús.
- Sean Rio Flynn-Amir como Junior Lamb.

## Premios
Ian Michael Smith ganó en 1999 el premio Critics Choice Award a la mejor actuación infantil y el Grace Award, y fue nominado al Young Artist Award al mejor actor infantil en un papel principal.
Joseph Mazzello ganó, también en 1999, el YoungStar Award al mejor actor infantil en una película dramática, y fue nominado al Young Artist Award al mejor actor infantil en un papel principal.
La película también fue nominada en los Young Artist Award como mejor película familiar en el género dramático.

## Banda sonora
La película usa numerosas canciones de los años 50 y 60. El artista Babyface escribió You Were There para la película, y fue usado en los créditos finales, e incluso se rodó un video musical. También hubo 4 piezas de Marc Shaiman. Sin embargo, no todas las piezas están disponibles en la Banda sonora original.
La BSO de la película contenía las siguientes piezas y salió a la venta en disco compacto y casete.
1. You Were There - Babyface
2. Bread and Butter - The Newbeats
3. A Walkin' Miracle - The Essex*
4. Mickey's Monkey - Smokey Robinson / The Miracles
5. Can I Get a Witness - Marvin Gaye
6. Fever - Peggy Lee
7. Up on the Roof - The Drifters
8. Papa's Got a Brand New Bag (Part 1) - James Brown
9. The Nitty Gritty - Shirley Ellis*
10. Nowhere to Run - Martha and the Vandellas
11. It's All Right - The Impressions
12. (Your Love Keeps Me) Higher And Higher - Jackie Wilson*
13. Simon's Theme - Marc Shaiman
14. Friends Forever - Marc Shaiman
15. Simon's Birth - Marc Shaiman
16. Life Goes On - Marc Shaiman
17. For Your Love - Ed Townsend
18. Peter Gunn Theme - Henry Mancini
19. Santa Claus Is Coming to Town - Patti LaBelle

*Estas canciones no aparecían en la película.

## Localizaciones
El accidente de autobús se filmó cerca del río French, en Ontario (Canadá). La mayoría de las escenas fueron grabadas en Elora y en Toronto, en Ontario, y la iglesia que aparece se encuentra en Lunenburg, en Nueva Escocia.